# Port Blair
Port Blair (pronunciationⓘ) là một thị trấn, thủ phủ của huyện South Andaman, đồng thời cũng là nơi đặt hội đồng đô thị (municipal council) của Quần đảo Andaman và Nicobar, Ấn Độ.

## Nhân khẩu
Theo điều tra dân số năm 2001 của Ấn Độ, Port Blair có dân số 100.186 người. Phái nam chiếm 55% tổng số dân và phái nữ chiếm 45%. Port Blair có tỷ lệ 77% biết đọc biết viết, cao hơn tỷ lệ trung bình toàn quốc là 59,5%: tỷ lệ cho phái nam là 81%, và tỷ lệ cho phái nữ là 72%. Tại Port Blair, 11% dân số nhỏ hơn 6 tuổi.